# 温江寺乡
温江寺乡是中国陕西省宝鸡市凤县下辖的一个乡。温江寺乡已于2011年撤销，与一同撤销的三岔镇、南星镇合设留凤关镇。

## 行政区划
温江寺乡下辖以下行政区：
温江寺村、沙家寺村、费家庄村、白果树村、麻峪河村。